# Caspar Johannes Boye
Casper Johannes Boye, född 27 december 1791 i Norge, död 6 juli 1853, var präst i Garnisonskyrkan i Köpenhamn och författare. Han var son till Engelbreth Boye, kusin till Adolph Engelbert Boye och far till Vilhelm Boye.
Han finns som psalmförfattare bland annat representerad i Nya psalmer 1921, 1937 års psalmbok och i danska Psalmebog for Kirke og Hjem. Utöver detta har han skrivit ungefär 70 dramer i nära anslutning till Adam Oehlenschläger.
Främst känd är han dock för den fosterländska sången Det er et Land, dets Sted er højt mot Norden.

## Psalmer
- Dit ord, o Gud, som duggen kvæger (bearbetad 1835)
- Djupt skrider året i sin gång. Diktat Dybt hælder året i sin gang, 1833. Nr 401 i Sionstoner 1889, nr 697 i Svenska Missionsförbundets sångbok 1920 översatt av bland andra Erik Nyström och Bernhard Wadström och även publicerad med titelraden Fram skrider året i sin gång (1921 nr 645) och (1937 nr 478) efter bearbetning av Johan Alfred Eklund 1911.
- Herre Kristus, dig til ære (1840)
- Kom, sandheds konge, Kristus, kom (1835)
- Naturen holder pinsefest (1834)
- Sin menighed har Kristus kær (1835)

## Utmärkelser
- Riddare av Dannebrogorden,  1840[4]

[Redigera Wikidata]